# 1950

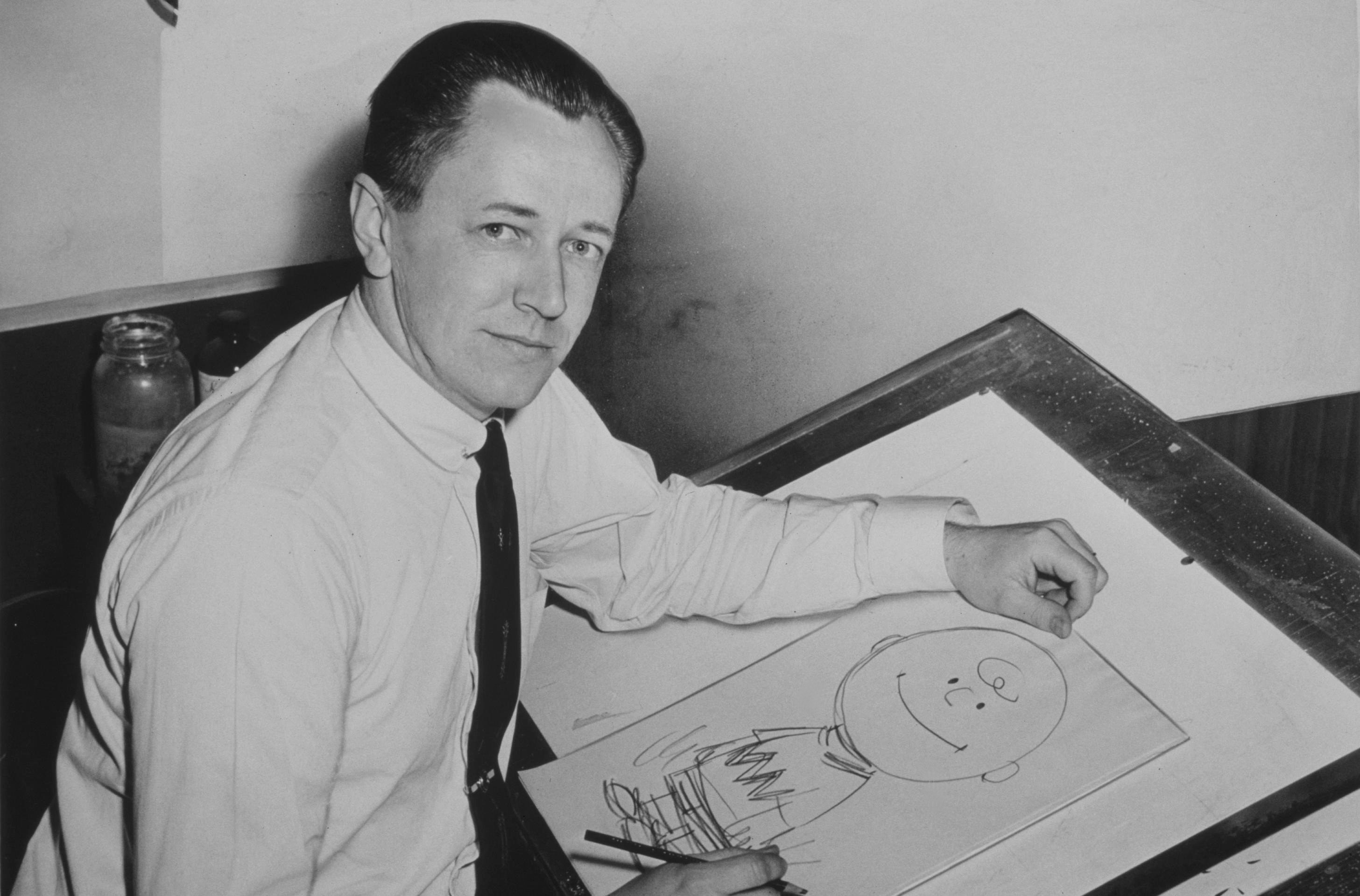
Charles Monroe Schulz (1922-2000), criador da série Peanuts e dos personagens Charlie Brown e seu cachorro da raça beagle chamado Snoopy, entre outros.

- Wikisource

- Wikisource

| Calendário gregoriano                                                        | 1950 MCML                            |
| Ab urbe condita                                                              | 2703                                 |
| Calendário arménio                                                           | 1399 – 1400                          |
| Calendário bahá'í                                                            | 106 – 107                            |
| Calendário budista                                                           | 2494                                 |
| Calendário chinês                                                            | 4646 – 4647 Início a 17 de fevereiro |
| Calendário copta                                                             | 1666 – 1667                          |
| Calendário etíope                                                            | 1942 – 1943                          |
| Calendários hindus - Vikram Samvat - Calendário nacional indiano - Cáli Iuga | 2005 – 2006 1871 – 1872 5050 – 5051  |
| Calendário Holoceno                                                          | 11950                                |
| Calendário islâmico                                                          | 1370 – 1371                          |
| Calendário judaico                                                           | 5710 – 5711 Início a 12 de setembro  |
| Calendário persa                                                             | 1328 – 1329 Início a 21 de março     |
| Calendário rúnico                                                            | 2200                                 |
| Calendário solar tailandês                                                   | 2493                                 |

1950 (MCML, na numeração romana) foi um ano comum do século XX que começou num domingo, segundo o calendário gregoriano. A sua letra dominical foi A. A terça-feira de Carnaval ocorreu a 21 de fevereiro e o domingo de Páscoa a 9 de abril. Segundo o horóscopo chinês, foi o ano do Tigre, começando a 17 de fevereiro.

| Evento                                                   | Data            | Hora  |
| -------------------------------------------------------- | --------------- | ----- |
| Aquário                                                  | 20 de janeiro   | 15:00 |
| Peixes                                                   | 19 de fevereiro | 05:18 |
| primavera no hemisfério norte e outono no hemisfério sul |                 |       |
| Carneiro/equinócio                                       | 21 de março     | 04:36 |
| Touro                                                    | 20 de abril     | 16:00 |
| Gémeos                                                   | 21 de maio      | 15:28 |
| verão no hemisfério norte e inverno no hemisfério Sul    |                 |       |
| Caranguejo/solstício                                     | 21 de junho     | 23:37 |
| Leão                                                     | 23 de julho     | 10:30 |
| Virgem                                                   | 23 de agosto    | 17:24 |
| Outono no Hemisfério Norte e Primavera no Hemisfério Sul |                 |       |
| Balança/equinócio                                        | 23 de setembro  | 14:44 |
| Escorpião                                                | 23 de outubro   | 23:45 |
| Sagitário                                                | 22 de novembro  | 21:03 |
| inverno no hemisfério norte e verão no hemisfério sul    |                 |       |
| Capricórnio/solstício                                    | 22 de dezembro  | 10:14 |

| UTC: Portugal Continental, Madeira, Guiné-Bissau e São Tomé e Príncipe Subtrair (-): 1 h nos Açores e Cabo Verde 2 h nas Ilhas oceânicas brasileiras 3 h em Brasília, em Goiás, na Amazônia Oriental Brasileira e no nordeste, sudeste e sul brasileiros 4 h na Amazônia Ocidental Brasileira, Mato Grosso e Mato Grosso do Sul 5 h no Acre e sudoeste do Amazonas Adicionar (+): 1 h em Angola e Guiné Equatorial 2 h em Moçambique 8 h em Macau 9 h em Timor-Leste. |
| Adicionar uma hora durante a vigência do horário de verão: Portugal Continental : De 2 de abril a 1 de outubro de 1950 |

| Ano completo                    |
| ------------------------------- |
| Ano comum com início ao domingo |

## Eventos
- 16 de janeiro - Fundado o Instituto Tecnológico de Aeronáutica (ITA), uma instituição de ensino superior pública da Força Aérea Brasileira.
- 27 de fevereiro - O general Chiang Kai-shek é eleito Presidente da República da China, nome oficial da China Nacionalista sediada em Taiwan.
- 13 de maio - É realizada a corrida inaugural de Fórmula 1, o Grande Prêmio da Grã-Bretanha de 1950, vencida pelo piloto italiano Giuseppe Farina, da equipe Alfa Romeo.
- 27 de maio - A Assembleia Nacional portuguesa revoga a Lei do Banimento e a Lei da Proscrição.
- 24 de junho a 16 de Julho - Depois de um hiato de 12 anos ocorre a quarta Copa do Mundo FIFA. O Brasil serve como sede e o Uruguai torna-se bicampeão.
- 1 de setembro - É fundada na Cidade do México a XHTV-TDT, sendo a primeira emissora de televisão do México e da América Latina.
- 18 de setembro - É fundada em São Paulo a primeira emissora de televisão do Brasi, da América do Sul e a segunda da América Latina, a TV Tupi, pelo empresário Assis Chateaubriand.
- 19 de setembro - Pica-Pau é o primeiro desenho animado a estrear na televisão brasileira.
- 2 de outubro - Charles Monroe Schulz publica a primeira tira da série de banda desenhada conhecida como Peanuts (amendoins).
- 3 de outubro - Ocorre a décima quinta Eleição presidencial do Brasil, que elege o ex-presidente Getúlio Vargas.
- Início da Guerra da Coreia - travada entre 25 de Junho de 1950 a 27 de Julho de 1953, opondo a Coreia do Sul e seus aliados, que incluíam os Estados Unidos da América e o Reino Unido, à Coreia do Norte, apoiada pela República Popular da China e pela antiga União Soviética.
- 10 de dezembro - É fundada em Havana a CMQ-TV (atualmente Cubavisión), sendo assim a primeira emissora de televisão de Cuba e a terceira da América Latina
- 27 de dezembro - A freguesia da Serreta, concelho de Angra do Heroísmo, foi atingida por um sismo que provocou danos nas habitações da freguesia e o surgimento de duas novas fontes de água doce no lugar da Fajã.

## Nascimentos
- 15 de fevereiro - Paulo Cezar, cantor e compositor brasileiro.
- 25 de Fevereiro - Néstor Kirchner, político e ex-presidente da Argentina (m. 2010).
- 2 de março - Karen Carpenter, cantora e baterista norte-americana (m.1983).
- 17 de Maio - Janez Drnovšek, presidente da Eslovénia de 2002 a 2007.(m. 2008).
- 29 de junho - Sal Piro, ator, diretor de teatro e professor norte-americano (m. 2023).
- 20 de julho - Tantoo Cardinal, atriz canadense
- 21 de Julho - Galvão Bueno, locutor esportivo, empresário, radialista e apresentador brasileiro.
- 3 de Agosto - Ernesto Samper, Presidente da República da Colômbia de 1994 a 1998.
- 15 de agosto - Ana, Princesa Real, é a única filha mulher da rainha Isabel II e do príncipe Filipe, Duque de Edimburgo.
- 30 de agosto - Li Zhanshu, político chinês.
- 17 de outubro - Howard Rollins, ator americano (m. 1996).

## Mortes
- 3 de fevereiro - Karl Seitz, foi um político austríaco e presidente da Áustria de 1919 a 1920 (n. 1869).[1]
- 6 de março - Albert Lebrun, presidente da França de 1932 a 1940 (n. 1871).
- 8 de maio - Vital Brazil, médico cientista, imunologista e pesquisador biomédico brasileiro (n. 1865).
- 24 de agosto - Arturo Alessandri Palma, presidente do Chile. (n. 1868)
- 27 de junho - Milada Horáková, política checoslovaca (n. 1901)
- 31 de dezembro - Karl Renner, foi um político austríaco e presidente da Áustria de 1945 a 1950 (n. 1870).[2]

## Por tema
- 1950 na arte
- 1950 no Brasil
- 1950 na ciência
- 1950 no cinema
- 1950 no desporto
- 1950 no jornalismo
- 1950 na literatura
- 1950 na música
- 1950 na política
- 1950 na rádio
- 1950 no teatro
- 1950 na televisão

## Prêmio Nobel
- Física - Cecil Frank Powell[3]
- Química - Otto Paul Hermann Diels,[4] Kurt Alder[4]
- Medicina - Edward Calvin Kendall,[5] Tadeus Reichstein,[5] Philip Showalter Hench[5]
- Literatura - Bertrand Russell[6]
- Paz - Ralph Johnson Bunche[7]

## Epacta e idade da Lua
| Epacta gregoriana | 15 (XV) |
| Idade da Lua      | Letra q |

## Por tema
- 1950 na arte
- 1950 no Brasil
- 1950 na ciência
- 1950 no cinema
- 1950 no desporto
- 1950 no jornalismo
- 1950 na literatura
- 1950 na música
- 1950 na política
- 1950 na rádio
- 1950 no teatro
- 1950 na televisão